# Propagation internationale du wahhabo-salafisme
 (août 2023).
Le contenu est difficilement compréhensible vu les erreurs de traduction, qui sont peut-être dues à l'utilisation d'un logiciel de traduction automatique.
 (août 2023).
La mise en forme du texte ne suit pas les recommandations de Wikipédia : il faut le « wikifier ».
Les points d'amélioration suivants sont les cas les plus fréquents. Le détail des points à revoir est peut-être précisé sur la page de discussion.
- Les titres sont pré-formatés par le logiciel. Ils ne sont ni en capitales, ni en gras.
- Le texte ne doit pas être écrit en capitales (les noms de famille non plus), ni en gras, ni en italique, ni en « petit »…
- Le gras n'est utilisé que pour surligner le titre de l'article dans l'introduction, une seule fois.
- L'italique est rarement utilisé : mots en langue étrangère, titres d'œuvres, noms de bateaux, etc.
- Les citations ne sont pas en italique mais en corps de texte normal. Elles sont entourées par des guillemets français : « et ».
- Les listes à puces sont à éviter, des paragraphes rédigés étant largement préférés. Les tableaux sont à réserver à la présentation de données structurées (résultats, etc.).
- Les appels de note de bas de page (petits chiffres en exposant, introduits par l'outil «  Source ») sont à placer entre la fin de phrase et le point final[comme ça].
- Les liens internes (vers d'autres articles de Wikipédia) sont à choisir avec parcimonie. Créez des liens vers des articles approfondissant le sujet. Les termes génériques sans rapport avec le sujet sont à éviter, ainsi que les répétitions de liens vers un même terme.
- Les liens externes sont à placer uniquement dans une section « Liens externes », à la fin de l'article. Ces liens sont à choisir avec parcimonie suivant les règles définies. Si un lien sert de source à l'article, son insertion dans le texte est à faire par les notes de bas de page.
- La présentation des références doit suivre les conventions bibliographiques. Il est recommandé d'utiliser les modèles {{Ouvrage}}, {{Chapitre}}, {{Article}}, {{Lien web}} et/ou {{Bibliographie}}. Le mode d'édition visuel peut mettre en forme automatiquement les références.
- Insérer une infobox (cadre d'informations à droite) n'est pas obligatoire pour parachever la mise en page.

Pour une aide détaillée, merci de consulter Aide:Wikification.
Si vous pensez que ces points ont été résolus, vous pouvez retirer ce bandeau et améliorer la mise en forme d'un autre article.

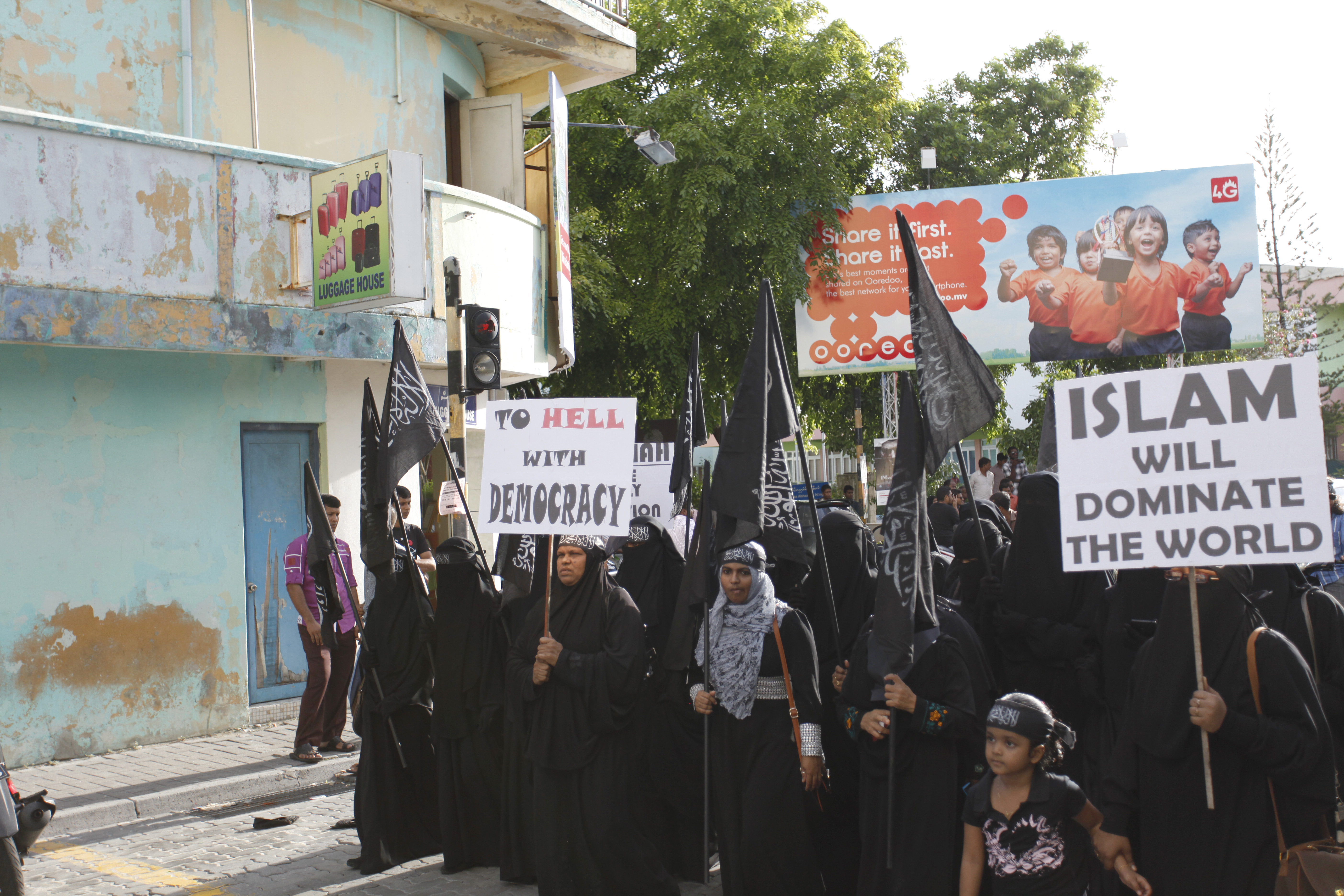
Manifestation d'inspiration salafiste aux Maldives, en 2014

Cet article traite de la propagation internationale du wahhabisme (ou salafisme).
À partir du milieu des années 1970 et 1980, le wahhabisme, une interprétation conservatrice, stricte, puritaine de l'islam sunnite fondée par Mohammed ben Abdelwahhab, est propagée à travers le monde par le royaume d'Arabie saoudite, pays dont elle est la doctrine officielle, et dans une moindre mesure par d'autres monarchies du Golfe. Selon le politologue Gilles Kepel, l'slamisme, principalement le wahhabisme, atteint, par l'action de l'Arabie saoudite et des autres monarchies du Golfe, une « position de force prééminente dans l'expression globale de l'Islam ». Outre le wahhabisme, d'autres idéologies islamistes comme l'idéologie des Frères musulmans, sont également propagées. En échange de ne pas opérer en Arabie saoudite, les Frères musulmans, du fait de leurs contacts avec d'autres mouvements islamistes locaux, servent d'intermédiaires entre ceux-ci et l'Arabie saoudite. Ils jouent ainsi un rôle important dans le choix des organisations et des individus qui bénéficient de l'argent saoudien. Cette alliance s'explique par le fait que wahhabites et Frères musulmans ont tous deux des références hanbalites, rejettent les quatre écoles de jurisprudence, le culte des saints, et s'opposent au chiisme. Cette alliance entre les wahhabites et les Frères musulmans exilés dans le royaume a également formé une synthèse, le salafisme djihadiste, des deux interprétations.
L'impulsion pour la diffusion des interprétations à travers le monde musulman fut financée par les exportations de pétrole qui ont explosé après la guerre d'octobre 1973,. Selon une estimation, sous le règne du roi Fahd (1982 à 2005), plus de 75 milliards de dollars ont été dépensés pour propager l'islam wahhabite. L'argent a été utilisé pour créer 200 collèges islamiques, 210 centres islamiques, 1 500 mosquées et 2 000 écoles pour enfants musulmans dans les pays à majorité musulmane et non musulmane. Les écoles avaient une vision « intégriste » et formaient un réseau « du Soudan au nord du Pakistan ». Le défunt roi a également lancé un centre d'édition à Médine qui, en 2000, avait distribué 138 millions d'exemplaires du Coran (le texte religieux central de l'Islam) dans le monde entier. Aux millions de corans distribués gratuitement sont venus s'ajouter des textes doctrinaux suivant les interprétations salafistes.
Dans les années 1980, les quelque 70 ambassades d'Arabie saoudite dans le monde étaient dotées d'attachés religieux dont le travail consistait à faire construire de nouvelles mosquées dans leur pays et à persuader les mosquées existantes de propager la dawah Salafiyya. Le gouvernement saoudien finance un certain nombre d'organisations internationales pour répandre l'islam fondamentaliste, notamment la Ligue musulmane mondiale, l'Assemblée mondiale de la jeunesse musulmane, l'Organisation internationale de secours islamique et diverses organisations caritatives royales.
Soutenir la dawah (littéralement « faire une invitation » à l'islam) – le prosélytisme ou la prédication de l'islam – a été qualifié d'« exigence religieuse » pour les dirigeants saoudiens qui ne peut être abandonnée « sans perdre leur légitimité nationale » en tant que protecteurs et propagateurs de Islam.
Outre les interprétations salafistes de l'islam, d'autres interprétations strictes et conservatrices de l'islam sunnite aidées directement ou indirectement par des fonds d'Arabie saoudite et du Golfe incluent celles des Frères musulmans et des organisations islamistes Jamaat-e-Islami. Si leurs alliances n'ont pas toujours été permanentes, le salafisme et les formes d'islamisme auraient formé une « coentreprise » partageant une forte « révulsion » contre les influences occidentales, une croyance en une application stricte des injonctions et des interdictions de la charia, une opposition à la fois à l'islam chiite et aux pratiques religieuses islamiques populaires (par exemple la vénération des saints musulmans), et une croyance en l'importance du jihad armé.
Plus tard, les deux mouvements auraient « fusionné », notamment à la suite du jihad afghan des années 1980 contre l'Union soviétique, et abouti à la formation et l'équipement de milliers de musulmans pour combattre les Soviétiques et leurs alliés afghans en Afghanistan dans les années 1980[réf. nécessaire].
Le financement a été critiqué pour promouvoir une forme d'islam intolérante et fanatique qui aurait contribué à engendrer le terrorisme islamique,. Les critiques soutiennent que les volontaires mobilisés pour combattre en Afghanistan (comme Oussama ben Laden) et « exultant » de leur succès contre la superpuissance soviétique, ont continué à combattre le jihad contre les gouvernements musulmans et les civils dans d'autres pays. Et que des groupes sunnites conservateurs tels que les talibans en Afghanistan et au Pakistan attaquent et tuent non seulement des non-musulmans (Kuffar), mais aussi d'autres musulmans qu'ils considèrent comme des apostats, tels que les musulmans chiites et les soufis ; à partir de 2017, les changements apportés à la politique religieuse saoudienne ont conduit des observateurs à suggérer que « les islamistes du monde entier devront emboîter le pas ou risquer de se retrouver du mauvais côté de l'orthodoxie ».

## Historique
Bien que l'Arabie saoudite soit exportatrice de pétrole depuis 1939 et qu'elle ait été à la tête de l'opposition conservatrice des États arabes au nationalisme arabe progressiste et laïc de Gamal Abdel Nasser depuis le début de la guerre froide arabe dans les années 1960,, c'est la guerre d'octobre 1973 qui a considérablement amélioré sa richesse et sa stature, ainsi que sa capacité à défendre les activités missionnaires salafistes.
Avant l'embargo pétrolier de 1973, la religion dans le monde musulman était « dominée par des traditions nationales ou locales enracinées dans la piété des gens ordinaires ». Les ecclésiastiques se sont tournés vers leurs différentes écoles de fiqh (les quatre Madhhabs sunnites : Hanafi dans les zones turques d'Asie occidentale, Maliki en Afrique, Shafi'i en Asie du Sud-Est, plus Shi'a Ja'fari, et « se méfiaient beaucoup du puritanisme d'inspiration saoudienne » (utilisant une autre école de fiqh, le hanbali) « en raison de son caractère sectaire », selon Gilles Kepel.
Mais la légitimité de cette classe de juristes islamiques traditionnels fut minée dans les années 1950 et 1960 par l'influence des gouvernements nationaux postcoloniaux. Dans « leur grande majorité », les dotations religieuses privées (awqaf) qui avaient soutenu l'indépendance des érudits/juristes islamiques pendant des siècles ont été prises en charge par l'État et les juristes sont devenus des salariés. Les dirigeants nationalistes ont naturellement encouragé leurs employés (et leurs interprétations de l'islam par leurs employés) à servir les intérêts de leurs employeurs/dirigeants, et inévitablement les juristes en sont venus à être perçus par le public musulman comme étant des quasi-fonctionnaires.
Lors de la défaite de l'Égypte en 1967, Terre, mer et air avait été le mot d'ordre militaire ; dans la victoire perçue de la guerre d'octobre 1973, ce mot d'ordre fut remplacé par le cri de guerre islamique d'Allahu Akbar. Alors que la guerre du Yom Kippour fut déclenchée par l'Égypte et la Syrie pour reprendre la terre conquise en 1967 par Israël, selon Kepel, les « vrais vainqueurs » de la guerre furent les « pays arabes exportateurs de pétrole », dont l'embargo contre les alliés occidentaux d'Israël arrêta net la contre-offensive israélienne par peur d'une crise financière majeure.
Le succès politique de l'embargo rehaussa le prestige de ses tenants et la réduction de l'offre mondiale de pétrole fit grimper les prix du pétrole (de 3$ US le baril à près de 12$) et avec eux, les revenus des exportateurs de pétrole. Cela plaça les États arabes exportateurs de pétrole (Émirats arabes unis, Arabie saoudite, Jordanie et Qatar) dans une « position de domination au sein du monde musulman ». Le plus dominant était l'Arabie saoudite, de loin le plus grand exportateur (voir graphique à barres ci-dessous),.

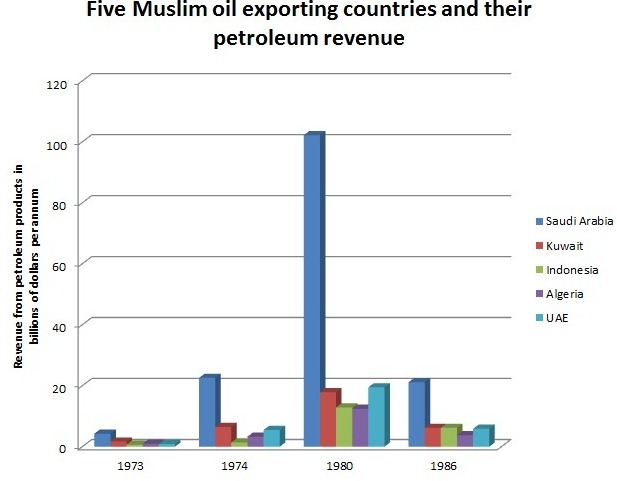
Revenus des produits pétroliers en milliards de dollars par an pour cinq grands pays arabes exportateurs de pétrole. Production saoudienne
Les années ont été choisies pour montrer les revenus avant (1973) et après (1974) la guerre d'octobre 1973, après la révolution iranienne (1978-1979) et pendant le redressement du marché en 1986. L'Iran et l'Irak sont exclus parce que leurs revenus ont fluctué en raison de la révolution et de la guerre entre eux.

Les Saoudiens considéraient leur richesse pétrolière non pas comme un hasard de la géologie ou de l'histoire, mais directement liée à leur pratique de la religion – une bénédiction que Dieu leur a donnée, pour « les justifier dans leur séparation envers d'autres cultures et religions », mais aussi pour « être solennellement reconnu et respecté » avec un comportement pieux, et ainsi « légitimer » leur prospérité et leur dynastie « par ailleurs fragile »,,.
Avec cette nouvelle richesse, les dirigeants saoudiens ont cherché à remplacer les mouvements nationalistes dans le monde musulman par l'islam, à amener l'islam « sur le devant de la scène internationale" et à unifier l'islam dans le monde entier sous le credo salafiste unique, en accordant une attention particulière à Musulmans qui avaient immigré en Occident (une "cible spéciale"). Selon les mots du journaliste Scott Shane, « lorsque des imams saoudiens sont arrivés dans des pays musulmans d'Asie ou d'Afrique, ou dans des communautés musulmanes d'Europe ou des Amériques, vêtus de robes arabes traditionnelles, parlant la langue du Coran – et portant un chéquier généreux – ils avaient une crédibilité automatique ».
Dans son ouvrage Understanding Wahhabism, le chercheur Mohamed-Ali Adraoui détail les réseaux et institutions qui forment l'influence saoudienne à travers le courant wahhabite à partir des années 1970 : « On a vu émerger des réseaux religieux liés au royaume, dont le contrat social est clairement orienté vers la défense des thèses salafistes rigoristes, notamment dans leur version wahhabiste. Il faut citer ici les réseaux liés à certaines universités islamiques, de La Mecque, de Médine ou de Riyad par exemple. D’autres espaces sont liés à des institutions internationales dont la création et le financement sont explicitement assurés par les élites saoudiennes qui, pour des raisons tant dogmatiques que stratégiques, veulent empêcher toute remise en cause du système transnational qu'elles tentent de construire depuis la Seconde Guerre mondiale. D’autres encore sont liés à des réseaux plus formels, centrés sur l’Arabie saoudite et impliquant des clercs qui interagissent avec les autorités religieuses officielles du royaume, notamment le grand mufti, le Conseil des grands savants ou la Délégation permanente pour la recherche et le Conseil islamique ».

### Influence musulmane non salafiste
Pour les salafistes, travailler avec des groupes et des individus islamistes non salafistes présentait des avantages significatifs, car en dehors de l'Arabie saoudite, le public des doctrines salafistes était limité aux élites et aux « milieux religieux conservateurs ». Lorsque les Saoudiens ont pris le contrôle du Hedjaz pour la première fois, les salafistes wahhabites en particulier représentaient moins de 1 % de la population musulmane mondiale. L'Arabie saoudite a fondé et financé des organisations transnationales dont le siège est dans le royaume – la plus connue étant la Ligue musulmane mondiale, bon nombre des cadres de ces organismes étaient des salafistes étrangers (y compris les Frères musulmans, une organisation définie comme salafiste au sens large) pas des wahhabites arabes ou des « Ahl-e-Hadith » sous-continentaux.
La Ligue musulmane mondiale distribua des livres et des enregistrements d'activistes islamistes étrangers non salafistes dont Hassan al-Banna (fondateur des Frères musulmans), Sayyid Qutb (fondateur égyptien de la doctrine radicale salafiste-djihadiste du qutbisme), etc. Les membres de la Confrérie ont également fourni une « main-d'œuvre essentielle » dans les efforts internationaux de la Ligue musulmane internationale et d'autres organisations soutenues par l'Arabie saoudite. L'Arabie saoudite courtise alors des universitaires de l'université al-Azhar et invite des islamistes radicaux à enseigner dans ses propres universités où ils influencent des Saoudiens comme Oussama ben Laden.
L'analyste du monde islamique Trevor Stanley affirme que « l'Arabie saoudite est généralement caractérisée comme exportant agressivement le wahhabisme, elle a en fait importé le salafisme panislamique », qui a influencé les croyances religieuses/politiques des Saoudiens de souche.
Les membres des Frères musulmans fuyant les persécutions des régimes nationalistes arabes en Égypte et en Syrie ont trouvé refuge en Arabie saoudite et ont parfois fini par enseigner dans des écoles et universités saoudiennes. Muhammad Qutb, le frère du très influent Sayyid Qutb, est venu en Arabie saoudite après avoir été libéré de prison. Il y a enseigné en tant que professeur d'études islamiques et a édité et publié les livres de son frère aîné qui avait été exécuté par le gouvernement égyptien. Hassan al-Turabi, qui devint plus tard « l'éminence grise » du gouvernement du président soudanais Jaafar Nimeiri, passa plusieurs années en exil en Arabie saoudite. Le « cheikh aveugle » Omar Abdel-Rahman vécut en Arabie saoudite de 1977 à 1980, où il enseigna dans un collège de jeunes filles à Riyad. L'ancien chef d'Al-Qaida, Ayman al-Zawahiri, fut également accueilli en Arabie saoudite dans les années 1980. Abdullah Azzam, parfois appelé « le père du djihad mondial moderne », était chargé de cours à l'université du roi Abdul Aziz à Djeddah, en Arabie saoudite, après avoir été licencié de son poste d'enseignant en Jordanie et jusqu'à ce qu'il parte pour le Pakistan en 1979.
Sa célèbre fatwa « Défense des terres musulmanes, première obligation après la foi » fut soutenue par les principaux cheikhs salafistes Abd al-Aziz ibn Baz et Muhammad ibn al Uthaymeen. Les Frères musulmans, enrichis en Arabie saoudite, deviennent des contributeurs clés des mouvements islamistes égyptiens.
L'Arabie saoudite soutient politiquement et financièrement le mouvement Jamaat-i-Islami basé au Pakistan avant même l'embargo pétrolier (depuis l'époque du roi Saoud). Les réseaux éducatifs de Jamaat reçoivent du financement saoudien et l'organisation était active au sein de la Ligue mondiale musulmane dominée par l'Arabie saoudite,.
Le conseil constituant de la Ligue musulmane mondiale comprenait des islamistes non salafistes et des revivalistes islamiques tels que Said Ramadan, gendre de Hasan al-Banna (le fondateur des Frères musulmans), Abul A'la Maududi (fondateur de Jamaat- i-Islami ) et Maulanda Abu'l-Hasan Nadvi (décédé en 2000) d'Inde.
En 2013, lorsque le gouvernement bangladais traduisit en justice le Jamaat-e Islami pour ses crimes de guerre pendant la guerre de libération du Bangladesh, l'Arabie saoudite exprima son mécontentement en réduisant le nombre de travailleurs bangladais autorisés à travailler dans le pays – donc à envoyer des fonds depuis l'Arabie saoudite.
L'universitaire Olivier Roy décrit la coopération qui a débuté dans les années 1980 entre les Saoudiens et les Frères musulmans arabes comme « une sorte d'entreprise commune ». « Les Frères musulmans ont accepté de ne pas opérer en Arabie saoudite même, mais ont servi de relais pour les contacts avec les mouvements islamistes étrangers » et de relais en Asie du Sud avec des mouvements « établis de longue date » comme le Jamaat-i Islami et le mouvement réformateur salafiste plus ancien d'Ahl-i Hadith. « Ainsi, les Frères musulmans ont joué un rôle essentiel dans le choix des organisations et des individus susceptibles de recevoir des subventions saoudiennes ». Roy décrit les Frères musulmans et les Salafis comme partageant « des thèmes communs de prédication réformiste et puritaine » ; des « références communes » à la jurisprudence hanbalite, tout en rejetant le sectarisme des écoles juridiques sunnites ; une opposition virulente au chiisme et aux pratiques religieuses populaires soufies (la vénération des saints musulmans).
Les Saoudiens soutenaient par exemple le Front islamique du salut en Algérie et Jamil al-Rahman en Afghanistan, tandis que la confrérie soutenait le mouvement du cheikh Mahfoud Nahnah en Algérie et le Hezb-e Islami en Afghanistan.
Gilles Kepel décrit le MB et les Saoudiens comme partageant "l'impératif d'un retour aux "fondements" de l'Islam et de l'application stricte de toutes ses injonctions et interdictions dans les sphères juridiques, morales et privées" ; Les "différences doctrinales significatives" entre les MBs/Islamists/Islamic revivalists comprennent l'accent mis par la Fraternité sur "l'unité musulmane pour repousser l'impérialisme occidental" ; l'importance de "l'élimination du retard" dans le monde musulman par "l'éducation publique de masse, les soins de santé, les salaires minimums et le gouvernement constitutionnel" (Commins) ; et sa tolérance à l'égard des groupes sociaux révolutionnaires et conservateurs, qui contraste avec l'orientation exclusivement sociale conservatrice du salafisme.
Salafi alliances with, or assistance to, other conservative non-Salafi Sunni groups have not necessarily been permanent or without tension. A major rupture came after the August 1990 Invasion of Kuwait by Saddam Hussein's Iraq, which was opposed by the Saudi kingdom and supported by most if not all Islamic Revivalist groups, including many who had been funded by the Saudis. Saudi government and foundations had spent many millions on transportation, training, etc. Jihadist fighters in Afghanistan, many of whom then returned to their own country, including Saudi Arabia, to continue jihad with attacks on civilians.[réf. nécessaire] Osama bin Laden's passport was revoked in 1994.
In March 2014 the Saudi government declared the Muslim Brotherhood a "terrorist organization". The "Islamic State", whose "roots are in Wahhabism", has vowed to overthrow the Saudi kingdom. In July 2015, Saudi author Turki al-Hamad lamented in an interview on Saudi Rotana Khalijiyya Television that "Our youth" serves as "fuel for ISIS” driven by the "prevailing" Saudi culture. "It is our youth who carry out bombings. … You can see [in ISIS videos] the volunteers in Syria ripping up their Saudi passports.” (An estimated 2,500 Saudis have fought with ISIS.)

### Influence d'autres États sunnites conservateurs du Golfe
Les autres royaumes du Golfe étaient moins peuplés et moins riches en pétrole que l'Arabie saoudite, mais certains (en particulier les Émirats arabes unis, le Koweït et le Qatar) ont également soutenu des organisations conservatrices sunnites, dont des groupes djihadistes. Selon le magazine Atlantic « les largesses militaires et économiques du Qatar ont fait leur chemin » vers le groupe al-Qaida opérant en Syrie, « Jabhat al-Nosra »,. Selon une note secrète signée par Hillary Clinton, publiée par Wikileaks, le Qatar a le pire bilan de coopération antiterroriste avec les États-Unis. Selon le journaliste Owen Jones, des citoyens qataris « privés, puissants » financent « certainement » l'« État islamique » autoproclamé et les « riches Koweïtiens » financent des groupes islamistes « comme Jabhat al-Nusra » en Syrie. Au Koweït, la « Revival of Islamic Heritage Society » finance al-Qaida selon le Trésor américain. Selon Kristian Coates Ulrichsen, (chercheur associé à Chatham House), « des religieux koweïtiens de haut niveau soutenaient assez ouvertement des groupes comme al-Nosra, utilisant des programmes télévisés au Koweït pour se faire remarquer ».
Mi-2017, des tensions se sont intensifiées entre l'Arabie saoudite/les Émirats arabes unis et le Qatar, liées à la manière dont, et à quels groupes, le salafisme est propagé.

### Résultantes d'influences
Scott Shane du New York Times donne en exemple le pourcentage élevé de musulmans soutenant les punitions traditionnelles strictes (citant une étude du Centre Pew Research) pour décrire l'influence salafiste dans ces pays. L'étude du Pew Research Center rapporte qu'en 2011 :
- 82 % des musulmans interrogés en Égypte et au Pakistan, 70 % en Jordanie et 56 % au Nigéria soutiennent la lapidation à mort des personnes qui commettent l'adultère ;
- 82 % des musulmans interrogés au Pakistan, 77 % en Égypte, 65 % au Nigéria et 58 % en Jordanie soutiennent la flagellation et l'amputation des mains pour des crimes comme le vol et le vol ;
- 86 % des musulmans interrogés en Jordanie, 84 % en Égypte et 76 % au Pakistan soutiennent la peine de mort pour ceux qui quittent la religion musulmane[57].

Selon Shane, l'influence de l'enseignement saoudien sur la culture musulmane est particulièrement et littéralement visible dans « certaines parties de l'Afrique et de l'Asie du Sud-Est », où davantage de femmes se couvrent les cheveux et davantage d'hommes se laissent pousser la barbe par convictions religieuses.

## Types d'influences

### Influence pré-pétrole
Au début du XXe siècle, avant la révolution économique des exportations pétrolières, d'autres facteurs donnent au mouvement Salafiyya un certain attrait auprès de certains musulmans selon l'érudit Khaled Abou El Fadl :
- Le nationalisme arabe (dans le monde arabo-musulman) qui suit l'attaque arabe salafiste-wahhabite contre l'Empire ottoman (non arabe). Bien que les salafistes se soient fermement opposés au nationalisme, le fait qu'ils soient arabes a sans aucun doute séduit la grande majorité des citoyens de l'Empire ottoman qui étaient également arabes;
- Le réformisme religieux, qui a suivi un retour aux Salaf (as-Salaf aṣ-Ṣāliḥ;)
- Destruction du Hejaz Khilafa en 1925 (qui avait tenté de remplacer le califat ottoman ;
- Le contrôle de La Mecque et de Médine, qui a donné aux salafistes une grande influence sur la culture et la pensée musulmanes[58] ;

### Pétro-dollars
Selon Gilles Kepel (qui a consacré un chapitre de son livre Jihad à ce sujet), dans les années qui ont immédiatement suivi la guerre de 1973, le Petro-Islam était une sorte de surnom pour un groupe de prédicateurs salafistes et d'intellectuels musulmans qui prônaient l'application stricte de la charia [loi islamique] dans les sphères politique, morale et culturelle.
Les dépenses saoudiennes pour des causes religieuses à l'étranger sont alors estimées à « plus de 100 milliards de dollars », entre 2 et 3 milliards de dollars par an depuis 1975 (comparé au budget annuel de propagande soviétique d'un milliard de dollars) et à « au moins 87 milliards de dollars » entre 1987 et 2007.
Ce financement provient du gouvernement saoudien, de fondations, de sources privées telles que des réseaux basés sur des autorités religieuses.
Au cours des décennies suivantes, l'interprétation de l'islam par l'Arabie saoudite est devenue influente (selon Kepel) à travers :
- la diffusion des doctrines religieuses salafistes par le biais d'organisations caritatives saoudiennes ;
- une migration accrue des musulmans pour travailler en Arabie saoudite et dans d'autres États du golfe Persique ; et
- un changement dans l'équilibre des pouvoirs entre les États musulmans en faveur des pays producteurs de pétrole[59].

L'utilisation de pétrodollars pour la construction d'installations du hajj – par exemple niveler les sommets des collines pour faire de la place pour les tentes, fournir de l'électricité aux tentes et rafraîchir les pèlerins avec de la glace et de la climatisation – a également été décrite comme faisant partie du « Petro-Islam » (par l'auteur Sandra Mackey), et un moyen de fidéliser les pèlerins musulmans à la vision saoudienne. Kepel décrit le contrôle saoudien des deux villes saintes comme « un instrument essentiel d'hégémonie sur l'islam ».

#### Financement religieux

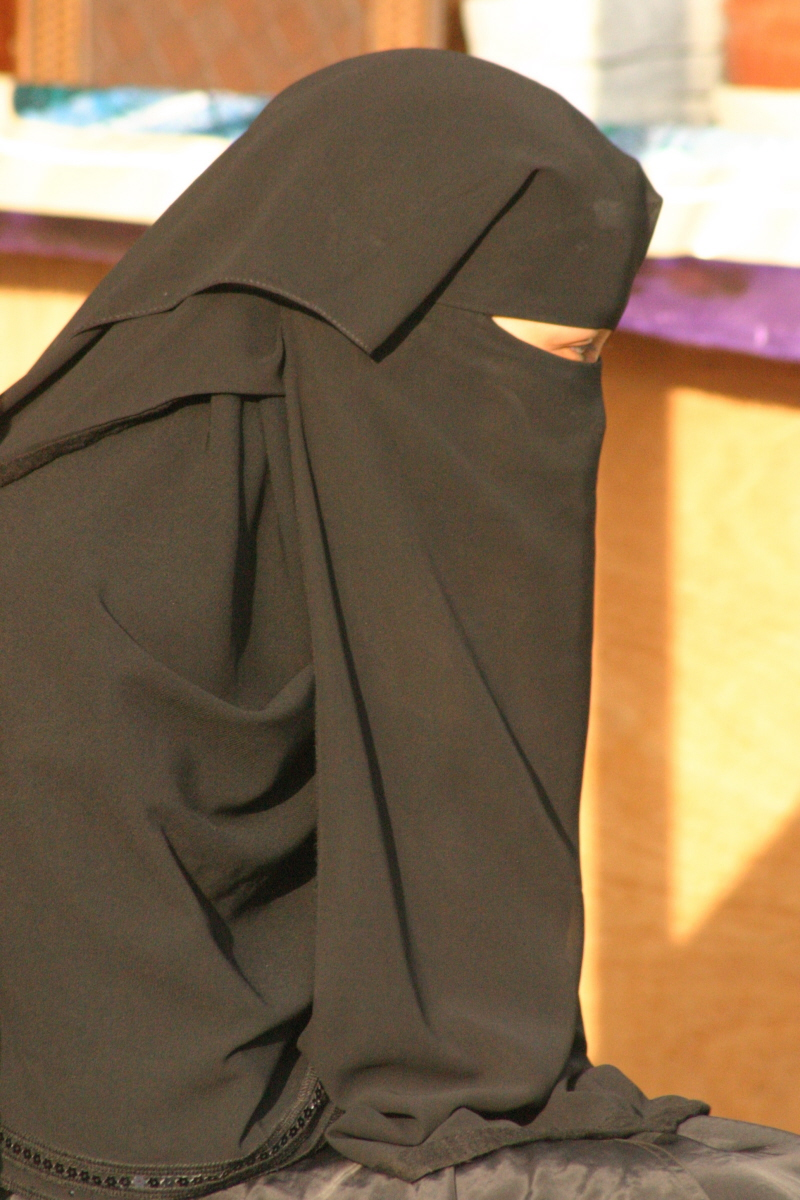
Femme portant un niqab en Arabie saoudite

Selon la Banque mondiale, l'Arabie saoudite, le Koweït et les Émirats arabes unis ont fourni une aide publique au développement (APD) aux pays pauvres, représentant en moyenne 1,5 % de leur revenu national brut (RNB) de 1973 à 2008, soit environ cinq fois l'aide moyenne fournie par les États membres de l'Organisation de coopération et de développement économiques (OCDE).
De 1975 à 2005, le gouvernement saoudien a fait don de 49 milliards de livres sterling d'aide – le plus par habitant de tous les pays donateurs. (Cette aide était destinée à des causes et à des pays musulmans. En 2006, l'Arabie saoudite a fait son premier don à un pays non musulman, le Cambodge).
Le ministère saoudien des affaires religieuses a imprimé et distribué gratuitement des millions de corans. Il a également imprimé et distribué des textes doctrinaux suivant les interprétations salafistes. Dans les mosquées du monde entier « des plaines africaines aux rizières d'Indonésie en passant par les gratte-ciel d'immigrants musulmans des villes européennes, on pouvait trouver les mêmes livres », payés par le gouvernement saoudien. (Selon le journaliste Dawood al-Shirian, le gouvernement saoudien, des fondations et des sources privées, assurent « 90 % des dépenses religieuses totales », dans tout le monde musulman).
Le Parlement européen cite une estimation de 10 milliards de dollars dépensés par l'Arabie saoudite pour promouvoir les activités missionnaires salafistes par le biais de fondations caritatives telles que l'Organisation internationale de secours islamique (IIRO), la Fondation al-Haramain, la Medical Emergency Relief Charity (MERC), la Ligue islamique et l'Assemblée mondiale de la jeunesse musulmane (WAMY).

##### Hajj
Le Hajj – « la plus grande et la plus sacrée des assemblées annuelles de musulmans sur terre » – a lieu dans la région du Hijaz en Arabie saoudite. Alors que seulement 90 000 pèlerins visitaient La Mecque en 1926, depuis 1979, entre 1,5 million et 2 millions de musulmans ont été pèlerins chaque année. Le contrôle saoudien du Hajj a été qualifié d '« instrument essentiel d'hégémonie sur l'islam ».
En 1984, un complexe d'impression massif a été ouvert pour imprimer des Corans à donner à chaque pèlerin. Cela étant généralement considéré comme une preuve de « générosité wahhabite transmise aux quatre coins de la communauté musulmane ». Le roi Fahd a dépensé des millions pour «de vastes salles de marbre blanc et des arcs décoratifs » pour agrandir l'espace de culte afin d'accueillir « plusieurs centaines de milliers de pèlerins supplémentaires ».
En 1986, le roi saoudien a pris le titre de « gardien des deux lieux saints », pour mieux souligner le contrôle salafiste de La Mecque et de Médine.

##### Éducation
Les universités saoudiennes et les instituts religieux forment des milliers d'enseignants et de prédicateurs les exhortant à faire revivre l'islam « salafiste ». David Commins dit qu'ils propagent fréquemment de telles doctrines pour « l'idée d'une forme primitive d'islam pratiquée par les premières générations musulmanes ». De l'Indonésie à la France en passant par le Nigéria, les musulmans formés et inspirés par l'Arabie saoudite aspirent à débarrasser les pratiques religieuses de (ce qu'ils croient être) des innovations hérétiques et à inculquer une morale stricte.
L'université islamique de Médine a été créée comme une alternative à la célèbre et vénérable université Al-Azhar du Caire qui était sous contrôle nassériste en 1961 lorsque l'Université islamique a été fondée. L'école n'était pas sous la juridiction du grand mufti saoudien. Cette « nouvelle » université islamique saoudienne est destinée à l'éducation d'étudiants du monde musulman et 85 % de son corps étudiant n'est pas saoudien, ce qui en fait un outil d'influence pour diffuser l'islam salafiste à l'échelle internationale.
Beaucoup de futurs oulémas égyptiens ont fréquenté l'université. Muhammad Sayyid Tantawy, qui devint plus tard le grand mufti d'Égypte, passa quatre ans à l'université islamique. Tantawy démontre son dévouement au royaume dans une interview de juin 2000 avec le journal saoudien Ain al-Yaqeen, où il a impute la « campagne violente » contre la politique saoudienne des droits de l'homme à l'antipathie de militants « anti-islam ». Son point de vue est que : « L'Arabie saoudite est le chef de file mondial dans la protection des droits de l'homme parce qu'elle les protège selon la charia de Dieu ». Une position irréconciliable avec les principes humanistes qui gouvernent de nombreuses sociétés à travers le monde au XXIe siècle et qui sont hérités des philosophies antiques, de la Renaissance et des Lumières.
Selon Mohamed Charfi, ancien ministre de l'éducation en Tunisie, « l'Arabie saoudite (...) fut également l'un des principaux partisans de l'intégrisme islamique en raison de son financement des écoles de doctrine wahhabite. Les madrasas soutenues par l'Arabie saoudite au Pakistan et en Afghanistan ont joué un rôle important » dans le renforcement de « l'islam radical » là-bas.
Le financement saoudien du centre égyptien d'apprentissage islamique al-Azhar a amené cette institution à adopter une approche plus conservatrice sur le plan religieux,.
À la suite des attentats de Bali en octobre 2002, un commentateur indonésien (Jusuf Wanandi) s'est inquiet du danger des « influences extrémistes du wahhabisme d'Arabie saoudite » dans le système éducatif indonésien.

##### Littérature
Les travaux d'un juriste islamique classique strict souvent cité dans les livres salafistes – Ibn Taymiyyah – ont été distribués gratuitement dans le monde entier à partir des années 1950. Les critiques se plaignent qu'Ibn Taymiyyah ait été cité par des individus violents et fanatiques : « Muhammad abd-al-Salam Faraj, le porte-parole du groupe qui a assassiné le président égyptien Anouar Sadate en 1981 ; dans des tracts du GIA appelant au massacre des « infidèles » pendant la guerre civile algérienne des années 1990 ; et aujourd'hui sur des sites Internet exhortant les femmes musulmanes en Occident à porter le voile comme une obligation religieuse. »
Dans la mesure où le programme utilisé par les étudiants étrangers en Arabie saoudite ou dans les écoles parrainées par l'Arabie saoudite reflète celui des écoles saoudiennes, des critiques constatent qu'il « encourage traditionnellement la violence envers les autres et induit les élèves en erreur en leur faisant croire que pour sauvegarder leur propre religion, ils doivent réprimer violemment et même éliminer physiquement l'autre ».

En 2006, malgré les promesses du ministre saoudien des Affaires étrangères de l'époque, le prince Saud Al-Faisal, selon lesquelles « l'ensemble du système éducatif est en train d'être transformé de fond en comble », le Centre pour la liberté religieuse constate que : 
le programme religieux des écoles publiques saoudiennes continue de propager une idéologie de haine envers les « incroyants », c'est-à-dire les chrétiens, les juifs, les chiites, les soufis, les musulmans sunnites qui ne suivent pas la doctrine wahhabite, les hindous, les athées et autres. Cette idéologie est introduite dans un manuel de religion en première année et renforcée et développée au cours des années suivantes du système d'éducation publique, culminant en douzième année, où un texte instruit les élèves qu'il est une obligation religieuse de « combattre » les infidèles afin de répandre la foi.
Une étude a été entreprise par le Policy Exchange. Le matériel publié a été examiné dans de nombreuses mosquées et institutions islamiques du Royaume-Uni. L'étude de 2007 a découvert un volume considérable de matériel salafiste. La préface de la première (des 11 recommandations de l'étude) dit : « Le royaume d'Arabie saoudite doit être clair sur la publication et la diffusion de ce matériel à l'étranger ». Le rapport d'étude s'intitule Le détournement de l'islam britannique : comment la littérature extrémiste subvertit les mosquées au Royaume-Uni.

##### Traductions littéraires
En distribuant des exemplaires gratuits des traductions du Coran, l'Arabie saoudite a naturellement utilisé les interprétations privilégiées par son établissement religieux. Un exemple étant la sourate 33, aya 59 où une traduction littérale d'un verset (selon un critique (Khaled M. Abou El Fadl ) se lirait :
Ô Prophète ! Dites à vos femmes et à vos filles et aux femmes des croyants de se couvrir de (ou éventuellement de tirer sur elles) leurs vêtements. C'est mieux pour qu'ils ne soient pas connus et molestés. Et Dieu est indulgent et miséricordieux.
tandis que la version autorisée se lit comme suit :
Ô Prophète ! Dites à vos femmes et à vos filles et aux femmes des croyants de tirer leurs manteaux (voiles) sur tout leur corps (c'est-à-dire de se couvrir complètement sauf les yeux ou un œil pour voir le chemin). Ce sera mieux, qu'elles soient connues (comme des femmes respectables libres) pour ne pas être embêtées. Et Allah Pardonne et est Miséricordieux,,.
Dans la traduction de la Al-Fatiha, la première sourate, des références entre parenthèses aux juifs et aux chrétiens sont ajoutées, parlant de s'adresser à Allah « ceux qui ont gagné Ta colère (comme les juifs), ni de ceux qui se sont égarés (comme les chrétiens) ». Selon un professeur d'études islamiques à l'université George Washington et rédacteur en chef de The Study Quran, une version anglaise annotée (Seyyed Hossein Nasr), ces explications de qui « Dieu en colère » et qui « s'égare » n'ont « aucun fondement dans la tradition islamique ».
Des passages de commentaires et d'exégèses sur le Coran (Tafsir) que les salafistes désapprouvaient ont été supprimés (comme des mentions des wahhabites, comme étant des « agents du diable », par des érudits soufis du XIXe siècle).

##### Mosquées

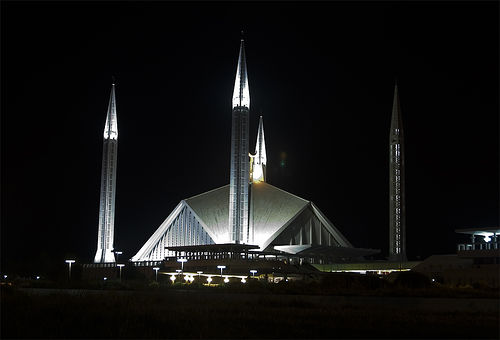
La mosquée Faisal à Islamabad, au Pakistan, porte le nom du roi saoudien Faisal. Selon WikiLeaks, les Saoudiens sont « habitués depuis longtemps à jouer un rôle important dans les affaires du Pakistan ».

Plus de 1 500 mosquées ont été construites dans le monde de 1975 à 2000 financées par des fonds publics saoudiens. La Ligue musulmane mondiale, dont le siège est en Arabie saoudite, a joué un rôle de pionnier dans le soutien d'associations islamiques, de mosquées et de plans d'investissements futurs. La Ligue a ouvert des bureaux dans « toutes les régions du monde où vivaient des musulmans ». Le processus de financement des mosquées impliquait généralement de présenter à un bureau local de la Ligue musulmane mondiale la preuve de la nécessité d'une mosquée/centre islamique pour obtenir la « recommandation » (tazkiya) du bureau. que le groupe musulman espérant une mosquée présenterait, non pas au gouvernement saoudien, mais à « un généreux donateur » au sein du royaume ou des Émirats arabes unis.
Les mosquées financées par l'Arabie saoudite ne respectent pas les traditions architecturales islamiques locales, mais sont construites dans le style salafiste austère, utilisant un design en marbre de « style international » et un éclairage au néon vert. Une mosquée de Sarajevo (Gazi Husrev-beg) dont la restauration a été financée et supervisée par les Saoudiens, a été dépouillée de ses carreaux ornés ottomans et de ses décorations murales peintes, à la désapprobation de certains musulmans locaux.

##### Télévangélisme
L'un des prédicateurs islamiques les plus populaires est le télévangéliste indien, Zakir Naik, un personnage controversé qui fait croire que le président américain George W. Bush a orchestré les attentats du 11 septembre,. Naik s'habille d'un costume occidental plutôt que traditionnel et donne des conférences accessibles au plus grand nombre, parlant notamment en anglais et non en ourdou. Sa chaîne Peace TV atteint 100 millions de téléspectateurs,. Selon le journaliste indien Shoaib Daniyal, la « popularité massive de Naik parmi les musulmans anglophones de l'Inde » reflète « la profondeur à laquelle le salafisme étend à présent ses racines ».
Naik a obtenu une certaine publicité et des fonds sous la forme de récompenses islamiques de l'Arabie saoudite et d'autres États du Golfe. Ses récompenses incluent :
- le prix international King Faisal 2015 pour les services rendus à l'islam d'une valeur de 200 000 dollars[92] ;
- Prix de la personnalité islamique de l'année 2013 du prix international du Saint Coran de Dubaï[93],[94]. Le prix a été remis par Hamdan bin Rashid Al Maktoum, souverain de Dubaï et ministre des Finances et de l'Industrie des Émirats arabes unis[95] ;
- Le prix Sharjah 2013 pour le travail bénévole du sultan bin Muhammad Al-Qasimi, émir de Sharjah[96] (l'un des émirats des Émirats arabes unis).

##### Autres moyens
Selon le critique Khaled Abou El Fadl, le financement disponible pour ceux qui soutiennent les opinions salafistes officielles soutenues par l'Arabie saoudite a incité « les écoles musulmanes, les éditeurs de livres, les magazines, les journaux ou même les gouvernements » du monde entier à « façonner leur comportement, leur discours et leurs opinions ». pensé de manière à encourir et à bénéficier des largesses saoudiennes ». Un exemple étant le salaire d'un « érudit musulman qui passe un congé sabbatique de six mois » dans une université saoudienne, correspond à plus de dix ans de salaire d'enseignement à l'université d'Azhar en Égypte. Ainsi, des actes tels que « ne pas se voiler » ou ne pas préconiser le voile peuvent faire la différence entre « jouir d'un niveau de vie décent ou vivre dans une pauvreté abjecte ».
Autre moyen de pression de l'Arabie saoudite, selon Abou el Fadl, est le pouvoir d'accorder ou de refuser aux universitaires un visa pour le hajj.
Selon Khalid Abou el Fadl, les livres d'érudits alternatifs non saoudiens du salafisme ont été rendus rares par les salafistes approuvés par le gouvernement saoudien qui en découragent ainsi la distribution de copies. On peut citer, pour exemple, le savant salafiste syrien Rashid Rida, le juriste yéménite Muhammad al-Amir al-Husayni al-San'ani et le propre frère de Muhammad Ibn Abd al-Wahhab, Sulayman Ibn Abd al-Wahhab,.
Le juriste salafiste Muhammad al-Ghazali (décédé en 1996) fut assez critique de l'influence du salafisme wahhabite sur le « credo salafiste » — son prétendu « littéralisme, anti-rationalisme et approche anti-interprétative des textes islamiques ». Malgré le fait qu'al-Ghazali ait pris soin d'utiliser le terme « Ahl al-Hadith » et non « wahhabite », la réaction à son livre fut « frénétique et explosive », selon Abou el Fadl. Non seulement un grand nombre de puritains condamna al-Ghazali et mit en cause « ses motivations et sa compétence », mais plusieurs conférences religieuses majeures se tinrent en Égypte et en Arabie saoudite pour critiquer le livre, et le journal saoudien al-Sharq al-Awsat publia plusieurs longs articles répondant à al-Ghazali.
Les salafistes soutenus par l'Arabie saoudite « réussirent à empêcher la republication de son travail » même dans son pays d'origine, l'Égypte, et « d'une manière générale, rendirent ses livres très difficiles à localiser ».

#### Banque islamique
Un organisme de redistribution de (certains) revenus pétroliers d’Arabie saoudite et d’autres exportateurs de pétrole musulmans vers les pays musulmans les plus pauvres d’Afrique et d’Asie est la Banque islamique de développement. Basée en Arabie saoudite, elle est créée en 1975.
Ses prêteurs et ses débiteurs sont des États membres de l'Organisation de la Conférence islamique (OCI), renforçant une «cohésion islamique ».
Les Saoudiens ont également contribué à la création de banques islamiques privées. DMI (Dar al-Mal al-Islami : la Maison de la finance islamique), fondée en 1981 par le prince Mohammed bin Faisal Al Saud et le groupe Al Baraka, créé en 1982 par le cheik Saleh Abdullah Kamel (milliardaire saoudien), étaient toutes deux des sociétés holding transnationales dès leur naissance.
En 1995, il y existait officiellement « 144 institutions financières islamiques dans le monde » (pas toutes financées par les Saoudiens), dont 33 banques publiques, 40 banques privées et 71 sociétés d'investissement.
En 2014, environ 2 000 milliards de dollars d'actifs bancaires étaient investis « conformément à la charia ».

#### Migration
En 1975, plus d’un million de travailleurs – des ruraux non qualifiés aux professeurs expérimentés, du Soudan, du Pakistan, de l’Inde, de l’Asie du Sud-Est, de l’Égypte, de la Palestine, du Liban et de la Syrie – s’étaient installés en Arabie saoudite et dans les États du golfe Persique pour y travailler et y revenir. après quelques années avec des économies.

La majorité de ces travailleurs étaient arabes et la plupart musulmans. Dix ans plus tard, ce nombre était passé à 5,15 millions et les Arabes n'étaient plus majoritaires. 43 % (pour la plupart des musulmans) venaient du sous-continent indien. Dans un pays, le Pakistan, en une seule année (1983).
« L'argent envoyé par les émigrants du Golfe s'élève à 3 milliards de dollars, contre un total de 735 millions de dollars versés à la nation en aide étrangère. (...) 

Le petit fonctionnaire sous-payé d'autrefois pouvait désormais rentrer dans sa ville natale au volant d'une voiture étrangère, se construire une maison dans une banlieue résidentielle et s'installer pour investir ses économies ou faire du commerce. État d'origine, où il n'aurait jamais pu gagner suffisamment pour s'offrir un tel luxe. »
Les musulmans installés en Arabie saoudite ou dans d'autres « monarchies riches en pétrole de la péninsule » pour travailler, retournaient souvent dans leur pauvre pays d'origine en suivant plus intensément une pratique religieuse, en particulier celle des musulmans salafistes. Ayant grandi dans un environnement salafiste, il n'était pas surprenant que des musulmans reémigrants croient en un lien entre un environnement salafiste et sa « prospérité matérielle », et qu'à leur retour ils suivent plus intensément ces pratiques religieuses d'inspiration salafiste. Kepel donne des exemples de travailleurs migrants rentrant chez eux en nouveaux-riches, demandant à être traités par les domestiques comme « hajja » plutôt que « Madame » (la vieille coutume bourgeoise). Une autre imitation de l'Arabie saoudite adoptée par des travailleurs migrants aisés est la ségrégation accrue des sexes, y compris dans les zones commerçantes. L’Arabie saoudite pourrait aussi utiliser la réduction du nombre de travailleurs d’un pays autorisé à y travailler comme levier d'influence, pour punir – ou, dans le cas contraire, favoriser – un pays pour des politiques intérieures qu’elle désapprouve.)
En 2013, l'Arabie saoudite comptait quelque 9 millions de travailleurs étrangers enregistrés et au moins quelques millions d'immigrés illégaux supplémentaires, soit environ la moitié des 16 millions de citoyens estimés dans le royaume.

#### Direction de l'État
Dans les années 1950 et 1960, Gamal Abdel Nasser, principal représentant du nationalisme arabe et président du plus grand pays du monde arabe, jouissait d'un grand prestige et d'une grande popularité parmi les Arabes.
Cependant, en 1967, Nasser mena la guerre des Six Jours contre Israël qui se termina non pas par l’élimination d’Israël mais par une défaite historique des forces arabes alliées et la perte d’une partie du territoire égyptien (notamment dans le Sinaï). Cette défaite, combinée à la stagnation économique dont souffrait l'Égypte, fut suivie six ans plus tard d'un embargo imposé par les « pays exportateurs de pétrole » arabes contre les alliés occidentaux d'Israël, qui stoppa net la contre-offensive d'Israël et qui fit de l'Arabie saoudite une grande puissance économique.
Cela a non seulement affaibli le nationalisme arabe de Nasser, vis-à-vis d'un renouveau islamique dans l'esprit de nombreux musulmans arabes, mais aussi modifié « l'équilibre des pouvoirs entre les États musulmans ». L'Arabie saoudite et d'autres pays exportateurs de pétrole gagnant en influence (économique, diplomatique, médiatique, religieuse, culturelle, etc.) alors que l'Égypte en perdait.
Les exportateurs de pétrole eurent pour politique d'accentuer les « ressemblances religieuses » entre Arabes, Turcs, Africains et Asiatiques, et minimisèrent les « différences linguistiques, ethniques et nationales ».
L'Organisation de la coopération islamique, dont le secrétariat permanent est situé à Djeddah, dans l'ouest de l'Arabie saoudite, fut fondée après la guerre de 1967.
L'Arabie saoudite exprima à plusieurs reprises son mécontentement à l'égard des politiques de pays musulmans pauvres, en n'embauchant ou en expulsant leurs nationaux du pays – leur refusant ainsi des transferts de fonds essentiels, de la part des travailleurs.
En 2013, le gouvernement saoudien veut punir le gouvernement Bangladais en réduisant le nombre de Bangladais autorisés à entrer en Arabie saoudite après une répression au Bangladesh contre le parti islamiste Jamaat-e Islami, qui, selon le magazine britannique The Economist, « sert de porte-drapeau à l'Arabie saoudite pour y introduire son Islam au Bangladesh ». (Au cours de l'exercice 2012, le Bangladesh a reçu 3,7 milliards de dollars d'envois de fonds officiels de l'Arabie saoudite, « ce qui est bien plus que ce que l'un ou l'autre reçoit en aide économique ».)

#### Influence sur l'islamisme
Selon une source (Olivier Roy), la fusion/coentreprise/hybridation des deux mouvements sunnites (mouvement salafiste et islamisme sunnite) contribue à isoler la république islamique chiite islamiste d'Iran, et à faire évoluer l'islamisme davantage vers le fondamentalisme ou un « néofondamentalisme », où l'opposition systématique à l'Occident est « exprimé en termes religieux », c'est-à-dire « une critique du christianisme » et un « antijudaïsme marqué ».
En Afghanistan par exemple, les salafistes diffusent un pamphlet anti-chiite intitulé Tuhfa-i ithna ashariyya (Le don des douze chiites), republié en Turquie en 1988 et largement diffusé à Peshwar. À leur tour, des articles et des histoires selon lesquelles le salafisme serait « une création de l’impérialisme britannique » circulent dans certains cercles iraniens. Dans les deux cas, il s'agit de se positionner idéologiquement contre une ou plusieurs entités géopolitiques occidentales.

### Jihad militaire
Au cours des années 1980 et 1990, la monarchie et les religieux saoudiens contribuent à canaliser des dizaines de millions de dollars vers les combattants sunnites du jihad en Afghanistan, en Bosnie et ailleurs. Même si – à part le jihad afghan contre les Soviétiques et peut-être le jihad taliban – ces jihads n’ont peut-être pas contribué à propager l’islam conservateur et le nombre de leurs participants était relativement faible, ils ont néanmoins eu un impact considérable localement.

#### Jihad afghan contre les Soviétiques
Le jihad afghan contre l’armée soviétique après l’invasion de Kaboul en Afghanistan par les Soviétiques en décembre 1979, a été qualifié de « grande cause à laquelle les islamistes du monde entier se sont identifiés » et d’apogée de « la collaboration et du triomphe des salafistes-islamistes et du renouveau islamique ». Les Saoudiens dépensent alors plusieurs milliards de dollars (avec les États-Unis et le Pakistan), pour soutenir par « le financement, l'armement et le renseignement » les moudjahidin (combattants du jihad) afghans et « arabes afghans » combattant les Soviétiques et leurs alliés afghans. Le gouvernement saoudien a fourni environ 4 milliards de dollars d’aide aux moudjahidines entre 1980 et 1990, principalement destinés au « Hezbi Islami » et à l’« Ittehad-e Islami » militairement inefficaces mais idéologiquement proches. D'autres financements en faveur des volontaires provenaient du Croissant-Rouge saoudien, de la Ligue musulmane mondiale et, à titre privé, des princes saoudiens eux-mêmes. Dans les camps d'entraînement et les écoles religieuses (madrasa) au Pakistan, plus de 100 000 combattants volontaires musulmans de 43 pays reçoivent un « endoctrinement radical et extrémiste »,.
Les camps d’entraînement des moudjahidines au Pakistan ont formé non seulement des volontaires combattant les Soviétiques, mais aussi des islamistes retournant au Cachemire (y compris le Hezb-i Islami du Cachemire) et aux Philippines (Moros), entre autres. Parmi les volontaires étrangers, il y avait plus de ressortissants saoudiens que de toute autre nationalité en 2001, selon Jane's International Security.
En plus de la formation et de l'endoctrinement, la guerre sert de creuset pour la synthèse d'organisations disparates du renouveau islamique en une coalition large de groupes djihadistes partageant les mêmes idées et qui considèrent la guerre non pas comme une lutte entre la liberté et la tyrannie étrangère, mais « entre l'Islam et l'aposthasie ». La guerre a transformé les djihadistes d’un groupe « relativement insignifiant » en « une force majeure dans le monde musulman ».
Le retrait des Soviétiques d’Afghanistan en 1988-1989, laissant les marxistes afghans alliés soviétiques à leur propre sort, a été interprété par les combattants et les partisans du jihad comme « un signe de la faveur de Dieu et de la justesse de leur lutte ». Des volontaires arabes afghans sont revenus d’Afghanistan pour rejoindre des groupes islamistes locaux dans la lutte contre leurs gouvernements prétendument « apostats ». D’autres ont continué leur jihad, notamment en Bosnie, en Tchétchénie et au Cachemire. Un ancien combattant soviétique - Jumma Kasimov d'Ouzbékistan - continua à combattre le jihad dans son État de l'ex-Union soviétique, établissant le quartier général du Mouvement islamique d'Ouzbékistan dans l'Afghanistan des talibans en 1997, et auquel Oussama ben Laden aurait donné plusieurs millions de dollars.
L’Arabie saoudite considérait son soutien au jihad contre les Soviétiques comme un moyen de contrer la révolution iranienne – qui suscita un enthousiasme considérable parmi les musulmans – et de contenir son influence révolutionnaire et anti-monarchiste (et aussi son influence chiite en général) dans la région. Son financement s'accompagne de littérature salafiste et de prédicateurs. Avec l'aide de groupes déobandi pakistanais, le royaume supervise la création de nouvelles madrassas et mosquées au Pakistan, accroissant l'influence de l'islam sunnite salafiste dans ce pays et préparant de nouvelles recrues pour le jihad en Afghanistan.

#### L'Afghanistan des talibans
Pendant la guerre soviéto-afghane, des écoles islamiques apparaissent pour les réfugiés afghans au Pakistan dans les années 1980, près de la frontière afghano-pakistanaise. Initialement financées par les dons de la zakat du Pakistan, les organisations non gouvernementales d'Arabie saoudite et d'autres États du Golfe deviennent des « bailleurs de fonds importants ». Beaucoup sont des écoles radicales parrainées par le parti religieux pakistanais JUI et deviennent rapidement « une ligne d'approvisionnement pour le jihad » en Afghanistan. Selon les analystes, l'idéologie de ces écoles « s'hybride » de l'école déobandi, des sponsors pakistanais et du salafisme soutenu par les financeurs saoudiens.
Plusieurs années après le retrait soviétique et la chute du gouvernement léniniste, nombre de ces étudiants réfugiés afghans s'organisent en force religieuse, politico-militaire pour mettre fin à la guerre intestine entre factions moudjahidines afghanes et tenter d'unifier le pays sous leur direction dans un émirat islamique d'Afghanistan. (Huit ministres du gouvernement taliban venaient d’une école, Dar-ul-Uloom Haqqania.) Une fois au pouvoir, les talibans appliquent « l'interprétation la plus stricte de la charia jamais vue dans le monde musulman » et se font remarquer pour leur traitement sévère envers les femmes.
Les Saoudiens ont aidé les talibans de plusieurs manières. L’Arabie saoudite était l’un des trois seuls pays (le Pakistan et les Émirats arabes unis étant les deux autres) à reconnaître officiellement le gouvernement taliban avant les attentats du 11 septembre (après le 11 septembre, plus aucun pays ne le reconnait). Le roi Fahd d'Arabie saoudite « s'est dit heureux des bonnes mesures prises par les talibans et de l'imposition de la charia dans le pays », lors d'une visite des dirigeants talibans au royaume en 1997.
Selon le journaliste pakistanais Ahmed Rashid qui a passé beaucoup de temps en Afghanistan, au milieu des années 1990, les talibans demandèrent du financement et du matériel aux Saoudiens. Le chef taliban, mollah Omar, déclare à Ahmed Badeeb, chef d'état-major des renseignements généraux saoudiens : « Tout ce que l'Arabie saoudite veut que je fasse (...) Je le ferai ». Les Saoudiens, en retour, « ont fourni du carburant, de l’argent et des centaines de nouveaux pick-up aux talibans ». Une grande partie de cette aide a été acheminée par avion vers Kandahar depuis la ville portuaire de Dubaï, dans le Golfe, selon Rashid. Une autre source, témoin d'avocats des familles des victimes du 11 septembre dit, dans une déclaration sous serment, qu'en 1998 il a vu un émissaire du directeur général d' Al Mukhabarat Al A'amah, le prince directeur des services de renseignement saoudiens, Turki bin Faisal Al Saud remettre un chèque d'un milliard de riyals saoudiens (environ 267 millions de dollars au 10/2015) à un haut dirigeant taliban en Afghanistan. (Le gouvernement saoudien nie avoir fourni un quelconque financement et on pense que le financement ne provenait pas du gouvernement mais de riches Saoudiens et peut-être d'autres Arabes du Golfe, exhortés à soutenir les talibans par l'influent Grand Mufti saoudien Abd al-Aziz ibn Baz.) 
Après la prise de Kaboul par les talibans, l'expatrié saoudien Oussama ben Laden — qui, bien qu'en très mauvaises grâces auprès du gouvernement saoudien était très influencé par les Frères musulmans— fournit aux talibans des fonds, ses propres camps d'entraînement et des forces vétéranes arabo-afghanes pour le combat, et engagea de longues conversations avec les dirigeants talibans.

Les pratiques salafistes saoudiennes ont également influencé les talibans déobandi. La police religieuse saoudienne en est un exemple, selon Rashid.
« Je me souviens que tous les talibans qui avaient travaillé ou fait le hajj en Arabie saoudite étaient terriblement impressionnés par la police religieuse et essayaient de copier ce système à la lettre. L’argent destiné à leur formation et à leurs salaires provenait en partie d’Arabie saoudite. »
Les talibans ont également procédé à des décapitations publiques, comme la loi les appliquent régulièrement en Arabie saoudite. Ahmed Rashid vit environ dix mille hommes et enfants rassemblés au stade de football de Kandahar un jeudi après-midi, curieux de savoir pourquoi (les talibans avaient interdit le sport) il « entra pour découvrir qu'un meurtrier condamné était conduit entre les poteaux de but pour être exécuté par un membre de la famille de la victime ».
Le traitement brutal des talibans envers les chiites et la destruction de statues bouddhistes dans la vallée de Bamiyan pourraient également avoir été influencés par le salafisme, qui avait l'habitude d'attaquer les musulmans chiites qu'ils considéraient comme des hérétiques.
Fin juillet 1998, les talibans utilisèrent des camions (donnés par les Saoudiens) équipés de mitrailleuses pour capturer la ville de Mazar-e-Sharif, dans le nord du pays. Ahmed Rashid estime que de 6 000 à 8 000 hommes, femmes et enfants chiites y ont été massacrés dans un déchaînement de meurtres et de viols qui consistaient notamment à égorger des gens et à les saigner à mort, de manière halal, et à enfermer des centaines de victimes dans des conteneurs d'expédition sans eau pour être cuits vifs dans le désert. Cet épisode fut rapproché de l'attaque salafiste contre le sanctuaire chiite de Kerbala en 1802, par Dore Gold.
Une autre activité à laquelle les musulmans afghans ne s’étaient pas livrés avant cette époque est l'iconoclasme. En 2001, les talibans dynamitèrent et bombardèrent les statues bouddhistes de la vallée de Bamiyan, vieilles de près de 2 000 ans, qui n'avaient pas été endommagées par les musulmans sunnites afghans pendant des siècles auparavant. Le mollah Omar a déclaré : « Les musulmans devraient être fiers de briser les idoles. C'est une louange à Allah que nous les ayons détruites ».

### Autres djihads
De 1981 à 2006, environ 700 attaques terroristes en dehors des zones de combat ont été perpétrées par des extrémistes sunnites (généralement des salafistes comme Al-Qaïda), tuant environ 7 000 personnes. Le lien systématique entre le wahhabisme et l’Arabie saoudite d’une part et les djihadistes de l’autre est controversé. Les allégations de liens entre l'Arabie saoudite et le terrorisme ont fait l'objet d'années d'enquêtes et de débats agités dans le gouvernement américain. Le wahhabisme est qualifié de « source de l’extrémisme islamique qui promeut et légitime la violence » contre des civils (Yousaf Butt).
Entre le milieu des années 1970 et 2002, l'Arabie saoudite a fourni plus de 70 milliards de dollars en aide au développement à l'étranger, la grande majorité de ce développement étant d'ordre religieux, en particulier la propagation et l'extension de l'influence du salafisme aux dépens d'autres formes d'islam. Il y a parfois encore débat sur la question de savoir si l’aide saoudienne et le salafisme fomentent systématiquement l’extrémisme dans les pays bénéficiaires. Les deux principales manières par lesquelles le salafisme et son financement seraient liés à des attaques terroristes sont :
- Enseignements de base. La doctrine salafiste d'Al-Wala' wal Bara' encourage la haine envers les non-musulmans. Dans la mesure où ceux qui sont détestés et jugés intolérables sont sujets à la violence, les enseignements salafistes conduisent à la violence. Cette interprétation est diffusée (entre autres) dans les manuels scolaires en Arabie saoudite et dans « des milliers d’écoles à travers le monde financées par des œuvres caritatives musulmanes sunnites fondamentalistes »[150],[151],[152].
- Financement d'attaques. Le gouvernement saoudien et les fondations caritatives saoudiennes gérées par des institutions salafistes ont directement ou indirectement aidé financièrement des terroristes et des groupes terroristes[153]. Selon au moins une source (Anthony H. Cordesman), ce flux d'argent du Royaume vers des extrémistes à l'extérieur de ses frontières a probablement eu plus d'effet que la pensée religieuse et les efforts missionnaires du royaume[154]. Outre les dons de croyants « de bonne foi » au djihadisme, travaillant dans des œuvres caritatives, l'argent destiné aux terroristes constitue également une forme de paiement aux groupes terroristes par certains membres de la classe dirigeante saoudienne, en partie pour empêcher les djihadistes d'être plus actifs en Arabie saoudite, selon des critiques[139]. Au cours des années 1990, Al-Qaïda et le Jihad Islamiyya (JI) ont occupé des postes de direction au sein de plusieurs organisations caritatives islamiques avec certains de leurs hommes les plus fiables (Abuza, 2003). Les membres d'Al-Qaïda et de la JI détournaient alors environ 15 à 20 % et dans certains cas jusqu'à 60 % des fonds pour financer leurs opérations[155]. Zachary Abuza estime que les 300 organisations caritatives islamiques privées qui établirent leur base d'opérations en Arabie saoudite distribuèrent plus de 10 milliards de dollars dans le monde pour soutenir des projets salafistes-islamistes[156]. Les contributions des Saoudiens aisés et riches proviennent de la zakat, mais des contributions très souvent plus proches de 10 % que des 2,5 % obligatoires de leurs actifs générateurs de revenus, et suivies d'une enquête minime, voire inexistante, sur les résultats des contributions[154].

Des politiques et médias américains ont accusé le gouvernement saoudien de soutenir le terrorisme et de tolérer une culture djihadiste, soulignant qu’Oussama ben Laden et quinze des dix-neuf pirates de l’air du 11 septembre étaient originaires d’Arabie saoudite.
En 2002, un rapport du groupe de travail du Council on Foreign Relations sur le financement du terrorisme révèle que : « Pendant des années, les individus et les organisations caritatives basées en Arabie saoudite ont été la source de financement la plus importante pour Al-Qaïda. Et pendant des années, les responsables saoudiens ont fermé les yeux sur ce problème ».
Selon un exposé du 10 juillet 2002 donné par Laurent Murawiec au Conseil de politique de défense du ministère américain de la Défense (un groupe d'analystes et d'anciens hauts fonctionnaires qui conseille le Pentagone sur la politique de défense) : « Les Saoudiens sont actifs à tous les niveaux de la chaîne terroriste, des planificateurs aux financiers, du cadre au fantassin, de l'idéologue à la pom-pom girl ».
Quelques exemples de financement sont des chèques rédigés par la princesse Haïfa bint Faisal - l'épouse du prince Bandar bin Sultan, ambassadeur saoudien à Washington - totalisant jusqu'à 73 000 dollars, qui ont été attribués à Omar al-Bayoumi, un Saoudien qui a accueilli et aidé deux des pirates de l’air du 11 septembre en Amérique.
Zacarias Moussaoui, ancien membre d'Al-Qaïda fut emprisonné et déclara dans des transcriptions de sa déposition déposées en février 2015 que plus d'une douzaine de personnalités saoudiennes de premier plan (dont le prince Turki al-Faisal Al Saud, ancien chef des renseignements saoudiens) a fait don à Al-Qaïda à la fin Années 1990. Les responsables saoudiens nièrent cette information.
Les avocats qui ont intenté une action en justice contre l'Arabie saoudite pour les familles des victimes du 11 septembre ont fourni des documents comprenant :
- une interview avec un agent autoproclamé d'Al-Qaïda en Bosnie qui déclara que la Haute Commission saoudienne pour les secours en Bosnie-Herzégovine, une organisation caritative « largement contrôlée par des membres de la famille royale », avait fourni « de l'argent et des fournitures à Al-Qaïda » dans les années 1990 et « a embauché des militants » comme lui[139] ;
- un rapport confidentiel des renseignements allemands avec des descriptions ligne par ligne de virements bancaires avec  dates et montants en dollars effectués au début des années 1990, indiquant que des dizaines de millions de dollars avaient été envoyés par le prince Salman bin Abdul Aziz (aujourd'hui roi d'Arabie saoudite) et d'autres membres de la famille royale saoudienne à une « association caritative soupçonnée de financer les activités de militants au Pakistan et en Bosnie »[139].

En 2003, plusieurs attaques ont été perpétrées par des terroristes liés à Al-Qaïda sur le sol saoudien et, selon les responsables américains, au cours de la décennie qui a suivi, le gouvernement saoudien est devenu « un partenaire précieux contre le terrorisme », aidant à la lutte contre Al-Qaïda et État islamique.
Cependant, certains éléments indiquent que l’Arabie saoudite continue de soutenir le terrorisme. Selon des documents internes du département du Trésor américain (publiés par les avocats de la famille du 11 septembre susmentionnés), l'Organisation internationale de secours islamique – une organisation caritative saoudienne de premier plan fortement soutenue par des membres de la famille royale saoudienne – manifeste son «soutien aux organisations terroristes » au moins jusqu'en 2006.
Des câbles diplomatiques américains publiés par Wikileaks en 2010 contiennent de nombreuses plaintes concernant le financement d'extrémistes sunnites par des Saoudiens et d'autres Arabes du Golfe. Selon une communication du département d'État américain de 2009 par la secrétaire d'État américaine de l'époque, Hillary Clinton, « les donateurs en Arabie saoudite constituent la source de financement la plus importante de groupes terroristes sunnites dans le monde » – des groupes terroristes tels qu'Al-Qaïda, le Talibans afghans, et Lashkar-e-Taiba en Asie du Sud, pour lesquels « l'Arabie saoudite reste une base financière critique »,. Une partie de ce financement provient des dons caritatifs de la zakat versés par tous les Saoudiens à des œuvres caritatives (au moins 2,5 % de leurs revenus). Il est allégué que certaines organisations caritatives servent de façade à des opérations de blanchiment d'argent et de financement du terrorisme, et que certains Saoudiens « connaissent très bien les objectifs terroristes auxquels leur argent sera affecté ».
Selon ce câble américain, le problème est aigu en Arabie saoudite, où les militants en quête de dons viennent souvent pendant la saison du hajj en se faisant passer pour des pèlerins. Il s'agit « d'une faille sécuritaire majeure puisque les pèlerins voyagent souvent avec de grosses sommes d'argent liquide et que les Saoudiens ne peuvent pas leur refuser l'entrée dans le pays ». Ils ont également créé des sociétés écran pour blanchir des fonds et recevoir de l'argent « d'organisations caritatives sanctionnées par le gouvernement ». Clinton s'est plainte dans le câble du défi consistant à persuader les responsables saoudiens de traiter les fonds terroristes émanant d'Arabie saoudite comme une priorité stratégique, et du fait que les Saoudiens ont refusé d'interdire trois organisations caritatives classées par les États-Unis comme entités terroristes, malgré le fait que « les services de renseignement suggèrent » que les groupes « financent parfois l'extrémisme à l'étranger ».
Outre l'Arabie saoudite, des entreprises basées aux Émirats arabes unis fournissent des fonds importants aux talibans afghans et au réseau Haqqani partenaire, selon un câble de l'ambassade américaine publié par Wikileaks.
Selon un rapport des services de renseignement américains de janvier 2010, « deux hauts responsables talibans chargés de la collecte de fonds » se rendaient régulièrement aux Émirats arabes unis, où les réseaux talibans et Haqqani blanchissaient de l'argent par l'intermédiaire de sociétés écran locales. (Les rapports se plaignaient de la faiblesse de la réglementation financière et de la porosité des frontières aux Émirats arabes unis, mais pas des difficultés rencontrées pour persuader les responsables des Émirats arabes unis du danger terroriste.) 
Le Koweït a été décrit comme une « source de fonds et un point de transit clé » pour Al-Qaïda et d'autres groupes militants, dont le gouvernement était préoccupé par les attaques terroristes sur son propre sol, mais « moins enclin à prendre des mesures contre les financiers et les financiers basés au Koweït ». Le Koweït a refusé d'interdire la Société pour la renaissance du patrimoine islamique, que les États-Unis avaient désignée comme entité terroriste en juin 2008 pour avoir fourni une aide à Al-Qaïda et à des groupes affiliés. Selon les câbles, le « niveau global » de coopération antiterroriste avec les États-Unis était « considéré comme le pire de la région ». Plus récemment, fin 2014, le vice-président américain a également déploré que « les Saoudiens et les Émirats » ont « déversé des centaines de millions de dollars et des dizaines de tonnes d'armes » en Syrie pour « Al-Nosra, Al-Qaïda et les groupes extrémistes ».
En octobre 2014, Zacarias Moussaoui, membre d'Al-Qaïda emprisonné aux États-Unis, a déclaré sous serment que des membres de la famille royale saoudienne soutenaient Al-Qaïda. Selon Moussaoui, il a été chargé par Oussama ben Laden de créer une base de données numérique pour cataloguer les donateurs d'Al-Qaïda, et il a enregistré dans la base de données des donateurs comprenant plusieurs membres de la famille royale saoudienne, dont le prince Turki al-Faisal Al Saud, ancien directeur-général des services de renseignement extérieurs d'Arabie saoudite et ambassadeur aux États-Unis, ainsi que d'autres personnes qu'il a citées dans son témoignage. Les représentants du gouvernement saoudien ont nié ces accusations. Selon le rapport de la Commission sur le 11 septembre, même s'il est possible que des organisations caritatives bénéficiant d'un parrainage important du gouvernement saoudien aient détourné des fonds vers Al-Qaïda, et que « l'Arabie saoudite ait longtemps été considérée comme la principale source de financement d'Al-Qaïda,… nous n'avons trouvé aucune preuve » que le gouvernement saoudien en tant qu'institution ou de hauts responsables saoudiens ait financé particulièrement l'organisation ».
En 2014, les grands donateurs et les organisations caritatives du Golfe Arabique continuent de fournir des millions de dollars d'aide à Al-Qaïda et à d'autres organisations terroristes, selon David S. Cohen, sous-secrétaire du département américain du Trésor à l'époque pour le terrorisme et le renseignement financier.
Enseignements
Parmi ceux qui croient qu’il existe, ou pourrait exister, un lien entre le mouvement wahhabite et Al-Qaïda figurent F. Gregory Gause III,, Roland Jacquard, Rohan Gunaratna et Stephen Schwartz.

Parmi les observateurs qui prétendent que l'influence salafiste continue de créer un récit idéologique encourageant la violence extrémiste se trouve l'universitaire américaine Farah Pandith (chercheuse adjointe au Council on Foreign Relations) qui « a voyagé dans 80 pays » entre 2009 et 2014 en tant que tout premier représentant spécial des États-Unis auprès des communautés musulmanes ».
Dans chaque endroit que j'ai visité, l'influence wahhabite était une présence insidieuse, modifiant le sentiment d'identité local ; le déplacement de formes historiques et culturellement dynamiques de pratiques islamiques ; et attirait des individus qui étaient soit payés pour suivre ses règles, soit devenus eux-mêmes des gardiens de la vision wahhabite du monde. Tout cela a été financé par l’argent saoudien, qui a financé des choses comme les manuels scolaires, les mosquées, les chaînes de télévision et la formation des imams,.
Dore Gold souligne que Ben Laden a non seulement reçu une éducation salafiste mais a, entre autres propos, accusé les États-Unis d'être « le Houbal de l'époque » (divinité pré-islamique), ayant besoin d'être détruit. L’accent mis sur Houbal, fameuse idole de pierre du VIIe siècle, fait suite à l’accent mis par les salafistes sur l’importance de la nécessité de détruire toutes les idoles.
Les biographes de Khalid Shaikh Mohammed (architecte des attentats du 11 septembre) et de Ramzi Yousef (dirigeant de l'attentat à la bombe contre le World Trade Center en 1993 dont Yousef espérait qu'il renverserait la tour Nord, tuant des dizaines de milliers d'employés de bureau) ont noté l'influence salafiste via le père de Ramzi Yousef, Muhammad Abdul Karim, qui fut initié au salafisme au début des années 1980 alors qu'il travaillait au Koweït,.
D'autres relient ce groupe à Sayyid Qutb et à l'Islam politique. L'universitaire Natana J. DeLong-Bas, assistante de recherche principale au Centre Prince Alwaleed pour la compréhension islamo-chrétienne à l'Université de Georgetown, affirme que même si Ben Laden « en est venu à définir l'islam wahhabite au cours des dernières années » de sa vie, son islam militant «n'était pas représentatif de l'islam wahhabite tel qu'il est pratiqué dans l'Arabie saoudite contemporaine ». L'écrivaine et historienne britannique Karen Armstrong déclare qu'Oussama ben Laden, comme la plupart des extrémistes islamiques, a suivi l'idéologie de Sayyid Qutb, et non « le wahhabisme ».
Noah Feldman fait la distinction entre ce qu'il appelle les « wahhabites profondément conservateurs » et ce qu'il appelle les « adeptes de l'islam politique dans les années 1980 et 1990 », comme le Jihad islamique égyptien et plus tard le chef d'Al-Qaïda, Ayman al-Zawahiri. Alors que les wahhabites saoudiens étaient « les plus grands bailleurs de fonds des sections locales des Frères musulmans et d'autres islamistes radicaux » à cette époque, ils s'opposaient à la résistance djihadiste aux gouvernements musulmans et à l'assassinat de dirigeants musulmans parce qu'ils pensaient que « la décision de mener le djihad appartenait aux dirigeants, et non au croyant seul »,.

Plus récemment, État islamique dirigé par Abou Bakr al-Baghdadi, a été décrit comme à la fois plus violent qu'Al-Qaïda et plus étroitement aligné sur le wahhabisme.
D'après leurs principes directeurs, les dirigeants d’État islamique (EI), également connu sous le nom d’ISIS ou ISIL, sont ouverts et clairs sur leur engagement presque exclusif en faveur du mouvement wahhabite de l’islam sunnite. Le groupe fait circuler des images de manuels religieux wahhabites provenant d'Arabie saoudite dans les écoles qu'il contrôle. Des vidéos du territoire du groupe ont montré des textes wahhabites placardés sur les côtés d'un fourgon missionnaire officiel.
EI a finalement publié ses propres livres et sur les douze ouvrages d’érudits musulmans qu’il a réédités, sept étaient de Muhammad ibn Abd al-Wahhab, le fondateur du wahhabisme. Cheikh Adil al-Kalbani, ancien imam de la grande mosquée de La Mecque, a déclaré lors d'une interview télévisée en janvier 2016 que les dirigeants d'État islamique « tirent leurs idées de ce qui est écrit dans nos propres livres, nos propres principes ».
L'universitaire Bernard Haykel affirme que le wahhabisme est « le parent religieux le plus proche » d'État islamique et que « pour Al-Qaïda, la violence est un moyen de parvenir à des fins ; pour EI, c'est une fin en soi ».

Selon l'ancien officier du renseignement britannique Alastair Crooke, EI « est profondément wahhabite », mais aussi « un mouvement correcteur du wahhabisme contemporain ».
(...) l’élite dirigeante est divisée. Certains applaudissent au fait que l’Etat islamique combat le « feu » chiite iranien par le « feu » sunnite ; qu'un nouvel État sunnite est en train de prendre forme au cœur même de ce qu'ils considèrent comme un patrimoine sunnite historique ; et ils sont attirés par l’idéologie strictement salafiste de Daesh.
L'ancien directeur de la CIA, James Woolsey, décrit l'Arabie saoudite comme « le sol sur lequel Al-Qaïda et ses organisations terroristes sœurs prospèrent ». Cependant, le gouvernement saoudien nie catégoriquement ces affirmations et nie qu’il exporte l’extrémisme religieux ou culturel.
Les sources des renseignements saoudiens estiment qu’entre 1979 et 2001, pas moins de 25 000 Saoudiens reçurent une formation militaire en Afghanistan et dans d’autres pays à l’étranger, et beaucoup contribuèrent au jihad en dehors du Royaume.
Selon l'analyste saoudien Ali al-Ahmed, « plus de 6 000 ressortissants saoudiens » ont été enrôlés dans les rangs d'Al-Qaïda en Irak, au Pakistan, en Syrie et au Yémen « depuis les attentats du 11 septembre ». En Irak, environ 3 000 ressortissants saoudiens, « une majorité des combattants étrangers », combattaient aux côtés d'Al-Qaïda en Irak.